# Paul Dittel
Paul Dittel (* 14. Januar 1907 in Mittweida; † 8. Mai 1982 in Mönchengladbach) war im nationalsozialistischen Deutschen Reich SS-Obersturmbannführer, ab 1935 hauptamtlicher Mitarbeiter des Sicherheitsdienst der NSDAP und ab 1943 Chef des Amtes VII im Reichssicherheitshauptamt.

## Herkunft und Studium
Paul Dittel wurde am 14. Januar 1907 im sächsischen Mittweida geboren. Sein Großvater war Schlosser, sein Vater Volksschullehrer. Dittel besuchte das Reform-Gymnasium in Chemnitz. Schon während seiner Gymnasialzeit wurde er Mitglied des Bundes deutscher Ringpfadfinder, von dem er sich erst 1933 löste. Nach dem Abitur studierte Dittel in Graz und Leipzig Philosophie, Geschichte, Geographie und Anglistik. Hierfür reiste er auch vier Wochen nach England.
Nach dem Studium nahm Dittel 1932 in England eine Stelle als Hauslehrer in Leicester an und arbeitete anschließend in den Bibliotheken des Britischen Museums und der Royal Geographical Society in London. Er wurde mit einer Arbeit über die vorbritische Besiedlung in Afrika promoviert.
1933 kehrte er nach Deutschland zurück und diente ein halbes Jahr beim Infanterie-Regiment 11. Zum 1. Mai 1933 trat er in die NSDAP ein (Mitgliedsnummer 2.992.983) und wurde vom September 1933 bis Februar 1935 Ausbilder in der SA-Standarte 107 in Leipzig.

## Beim Sicherheitsdienst der SS
Nachdem er bereits seit Februar 1935 für Publikationen des Sicherheitsdienstes der SS (SD) in Leipzig Gutachten gefertigt hatte, ging er im Juni 1935 als hauptamtlicher Mitarbeiter zum SD (SS-Nummer 267.209). Er leitete das Freimaurerarchiv im SD-Hauptamt in Berlin und erwarb sich die Anerkennung seines Vorgesetzten Franz Six, der die Zentralabteilung I/3 (Presse und Museum) leitete und ebenfalls erst im Mai 1935 in die Dienste des SD getreten war.
Im Januar 1936 wurde Six zusätzlich die Hauptabteilung „Museum, Bücherei und Wissenschaftliche Forschungsstelle“ unterstellt. Die Zentralabteilung I/3 des SD-Hauptamtes wurde daher wie folgt organisiert:
- Hauptabteilung I/31 (Presse und Schrifttum)
- Hauptabteilung I/32 (Museum, Bücherei, Wissenschaftliche Forschungsstelle)

Dittel wurde mit der Führung der Geschäfte der Hauptabteilung I/32 beauftragt, die dieser wiederum folgendermaßen gliederte:
- Abteilung I/321 (Bücherei): Waldemar Beyer
- Abteilung I/322 (Museum): Hans Richter
- Abteilung I/323 (Wissenschaftliche Forschungsstelle): Paul Dittel

Nach dem Anschluss Österreichs 1938, wertete Dittel die vom SD beschlagnahmten Unterlagen aus und leitete als Stellvertreter von Six die Hauptabteilung I 32 des SD-Hauptamtes, zu der das Freimaurermuseum, die Bücherei und die wissenschaftliche Forschungsstelle gehörte.

## Im Reichssicherheitshauptamt
Nach der Gründung des Reichssicherheitshauptamtes (RSHA) wurde er Anfang 1940 Leiter des Referates II A 3 (Archiv), das nach der Umorganisation des Amtes ab 1941 als VII C 1 (Archiv) bezeichnet wurde.
Ende 1943 wurde er Nachfolger von Franz Six als Chef des Amtes VII (Weltanschauliche Forschung und Auswertung – SD-Ausland). Six nahm die Leitung dieses Amtes VII allerdings schon seit April 1941 nicht mehr wahr, so dass dieses stellvertretend von SS-Obersturmbannführer und Oberregierungsrat Paul Mylius bis zum 18. November 1943 geführt wurde.
Bei Kriegsende geriet Dittel in englische Gefangenschaft. Bei seinen Verhören vermittelte er einen kooperativen Eindruck und behauptete anfänglich vom Nationalsozialismus beeindruckt gewesen zu sein, die NS-Weltanschauung später aber abgelehnt zu haben. Der Oberjude Ernst Grumach, der das Zwangsarbeiterkommando unter Dittel hatte leiten müssen, beschrieb ihn hingegen als brutal und alkoholsüchtig. Dittel lernte in Gefangenschaft den ebenfalls inhaftierten Oberleutnant Wilhelm Weißweiler (1909–2000) kennen, den er durch seine Bildung und Eloquenz sehr beeindruckte. Weißweiler wurde 1948 entlassen und baute eine kleine Verbandstoff-Fabrik in Mönchengladbach auf, in die er Dittel als Prokuristen berief, da dieser aufgrund seiner NS-Vergangenheit keine Chance hatte, eine angemessene Position an einer Universität oder im Verlagswesen zu bekommen. Dittel zog mit seiner Familie nach Mönchengladbach, wo sein Sohn Volker aufwuchs und das Abitur machte.
Im Zusammenhang mit der Sicherstellung verschiedener Bibliotheken für den SD sagte Dittel 1972 in einem Wiedergutmachungsverfahren aus.

## Nachweise
1. ↑  Sterberegister des Standesamtes Mönchengladbach Nr. 536/1982.
2. ↑  Die Besiedlung Südnigeriens von den Anfängen bis zur britischen Kolonisation. Dissertation, Leipzig 1936 (In: Wiss.Veröff., Neue Folge IV).
3. ↑  Bundesarchiv R 9361-IX KARTEI/6431336
4. ↑   im Sept. 1939 hatte Paul Mylius (* 1904) als Justitiar des SD die Leitung von II A 3 inne Vgl. > Michael Wildt: Generation des Unbedingten. Das Führungskorps des Reichssicherheitshauptamtes. 2002, S. 287ff.
5. ↑  Dov Schidorsky: The Library of the Reich Security Main Office and Its Looted Jewish Book Collections. Libraries & the Cultural Record, Vol. 42, Nr. 1 (2007), S. 21–47.

| Personendaten    | Personendaten                                                                                                |
| ---------------- | --- |
| NAME             | Dittel, Paul                                                                                                 |
| KURZBESCHREIBUNG | deutscher SS-Obersturmbannführer und ab 1943 Chef des Amtes VII (SD-Ausland) des Reichssicherheitshauptamtes |
| GEBURTSDATUM     | 14. Januar 1907                                                                                              |
| GEBURTSORT       | Mittweida, Sachsen                                                                                           |
| STERBEDATUM      | 8. Mai 1982                                                                                                  |
| STERBEORT        | Mönchengladbach                                                                                              |